# Мугу (район)
Мугу (непальск. मुगु जिल्ला) — один из 75 районов Непала. Входит в состав зоны Карнали, которая, в свою очередь, входит в состав Среднезападного региона страны.
На западе граничит с районом Баджура зоны Сетхи, на севере — с районом Хумла, на юге — с районами Каликот и Джумла, на востоке — с районом Долпа и на северо-востоке — с Тибетским автономным районом Китая. Площадь района — 3535 км². Административный центр — город Гамгадхи. На территории района находится крупнейшее озеро Непала — Рара.
Население по данным переписи 2011 года составляет 55 286 человек, из них 28 025 мужчин и 27 261 женщина. По данным переписи 2001 года население насчитывало 43 937 человек.